# Hendes Ære
Hendes Ære er en dansk stum erotisk melodramafilm fra 1911 produceret af Nordisk Films Kompagni og instrueret af August Blom. Filmens manuskript er skrevet af Harriet Bloch, som hendes første manuskript, der blev omsat til film.
Filmen havde premiere den 18. september 1911 i Panoptikon og blev distribueret internationalt. 

## Handling
Det vækker ingen glæde hos frøken Vibeke, da beskeden om hendes forlovedes snarlige ankomst når hende. For hun er i virkeligheden forelsket i den smukke skovfoged Poul, og de to elskende må nu se frem til kun at mødes i det skjulte. Men en nat hvor Poul besøger Vibeke på hendes værelse, går det det ikke som planlagt.

## Medvirkende
- Frederik Jacobsen - Kammerherre Schytte
- Henny Lauritzen - Kammerherreinden
- Else Frölich - Vibeke, Schyttes datter
- Thorkild Roose - Grev Rantzau, Vibekes forlovede
- Valdemar Psilander - Poul, skovfoged
- Ella la Cour - Karen, Pouls mor
- Rigmor Jerichau
- Franz Skondrup
- H.C. Nielsen